# Джонс, Уильям (математик)
Уи́льям Джонс (англ. William Jones; 1675 год, Лланвихангел-Трер-Бейрд, Англси, Королевство Англия — 3 июля 1749, Лондон, Королевство Великобритания) — британский (валлийский) математик, первый обозначил число пи греческой буквой {\displaystyle \pi }. Отец филолога Уильяма Джонса.

## Биография
Уильям Джонс родился в 1675 году в семье Джона Джорджа Джонса и Элизабет Роуланд в деревне Лланвихангел-Трер-Бейрд в Англси. Семья была бедной, и Уильяма отдали на обучение в местную благотворительную школу в приходе Лланвехелль. Там его математические способности были замечены местным помещиком, который помог Джонсу устроиться на работу в бухгалтерию лондонского торговца. Успехами в своей карьере Джонс был в частности обязан достопочтенному семейству Бакли из Северного Уэльса, а также графу Макклсфилду[уточнить].
С 1695 по 1702 год Джонс пребывал на военно-морской службе, преподавая математику на военных кораблях. Служба на флоте пробудила его интерес к навигации, и в 1702 году он опубликовал труд под названием «New Compendium of the Whole Art of Navigation», посвятив его писателю, учёному и англиканскому священнику Джону Харрису. В этой работе Джонс исследовал методы расчёта положения на море, используя математику в приложении к навигации.

## Вклад в математику
Наиболее известным вкладом Джонса как математика является его предложение использовать символ {\displaystyle \pi } (греческую букву пи) для обозначения отношения длины окружности к её диаметру. Такую нотацию он первый использовал в 1706 году.
Несмотря на невеликую важность как исследователя математики, Уильям Джонс хорошо известен историкам математики, так как он вёл переписку со многими математиками XVII века, включая Исаака Ньютона.